# Арцене
Арцене (итал. Arzene) је насеље у Италији у округу Порденоне, региону Фурланија-Јулијска крајина.
Према процени из 2011. у насељу је живело 1263 становника. Насеље се налази на надморској висини од 56 м.

## Становништво
Према резултатима пописа становништва 2011. у општини је живело 1.777 становника.
| 1936. | 1951. | 1961. | 1971. | 1981. | 1991. | 2001. | 2011. |
| ----- | ----- | ----- | ----- | ----- | ----- | ----- | ----- |
| 1.938 | 2.074 | 1.757 | 1.572 | 1.603 | 1.520 | 1.608 | 1.777 |